# Tetralonia rufa
Tetralonia rufa är en biart som först beskrevs av Amédée Louis Michel Lepeletier 1841.  Tetralonia rufa ingår i släktet Tetralonia och familjen långtungebin. Inga underarter finns listade i Catalogue of Life.